# 월산대군 사당
월산대군 사당(月山大君 祠堂)은 대한민국 경기도 고양시 덕양구 신원동에 있는, 조선 제 9대 성종의 친형인 월산대군을 모신 사당이다. 1989년 12월 29일 경기도의 문화재자료 제79호로 지정되었다.

## 개요
조선 제 9대 성종의 친형인 월산대군을 모신 사당이다.
월산대군은 덕종의 맏아들이자 성종의 형으로 성종 2년(1471)에 월산대군으로 봉해졌고 예종 즉위년인 1468년에 현록대부에 임명되었다. 그는 일찍부터 학문을 좋아하고 성품은 침착 결백하고 산수를 좋아했으며 부드럽고 율격이 높은 문장을 많이 지었다. 시호는 효문(孝文)이다.
처음 지은 시기는 정확하지 않으나 숙종 19년(1693) 이전에 세운 것으로 보이며 지금 있는 건물은 정조 10년(1786)에 고쳐 지은 것이다.
앞면 3칸·옆면 3칸 규모의 건물로, 지붕은 옆면에서 볼 때 사람 인(人)자 모양을 한 맞배지붕으로 꾸몄다.

## 같이 보기
- 월산대군

## 참고 문헌
- 월산대군사당 - 국가유산청 국가유산포털